# Площадь Графа Сперанского
Площадь Графа Сперанского (1669—1790-е — Кремлёвская, начало XIX века — 1935 год — Ти́хвинская, Гостинодво́рская) — главная площадь Иркутска; расположена в Правобережном округе, в историческом центре города между улицами Ленина и Сухэ-Батора. Большую часть площади занимает сквер им. Кирова.

## История

### XVII—XVIII века
Площадь имеет богатую историю, ей свыше 300 лет. Она возникла сразу за южной стеной Иркутского кремля около 1670 года и, соответственно, получила название Кремлёвская. Местность была болотистой, которую постепенно осушили. После этого площадь практически сразу стала центром торговли и развлечений для горожан и гостей Иркутска. Здесь продавались пушнина, лес и чай, покупались заморские товары, путешественники останавливались для привала и снаряжались в путь экспедиции.
В конце XVIII века кремль был разобран и площадь получила название Гостинодворская, а позже — Тихвинская — по Тихвинской церкви, стоявшей на её южной стороне.

### XIX—XX века
В начале XIX века на площадь перенесли гостиный двор, который ранее был на берегу Ангары по восточную сторону кремля, а затем по западную. Зимой здесь заливали каток. Постепенно площадь разрасталась и привычные современникам размеры приобрела уже к концу XIX века. В этом сыграл роль и пожар 1879 года. Он уничтожил все постройки площади, в том числе и гостиный двор. Церкви и некоторые другие здания силами горожан удалось спасти, разрушенные восстанавливать не стали.

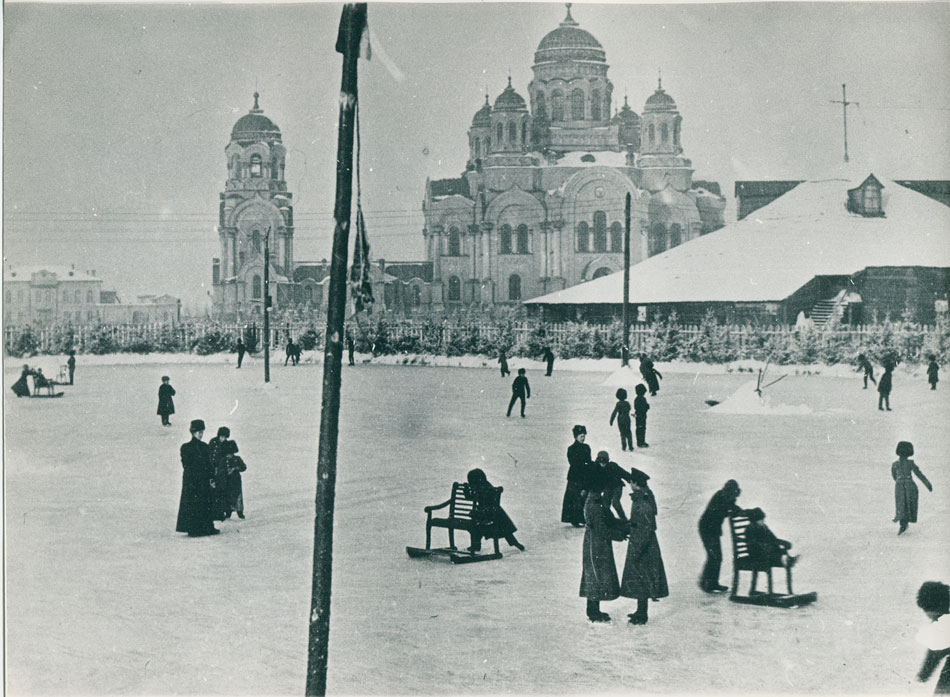
Каток на Тихвинской площади в конце XIX века

В те времена площадь имела уникальный архитектурный ансамбль, состоящий из религиозных и образовательных учреждений, но он был практически полностью утрачен с установлением советской власти. Было уничтожено более половины всех построек, включая Тихвинскую церковь и Казанский кафедральный собор, вместимостью до 5000 человек.
Ко второй половине XX века ситуация нормализовалась. В 1961 году в центре площади был разбит сквер с фонтаном и скамейками, благоустраивались близлежащая территория и здания. В 1970-е годы началось строительство здания городской администрации. Иркутяне прозвали его «дом на ногах», потому что оно так и не было закончено. Его демонтаж начался в 2007 году и продолжался почти до середины 2008 года.

### Современная площадь и сквер

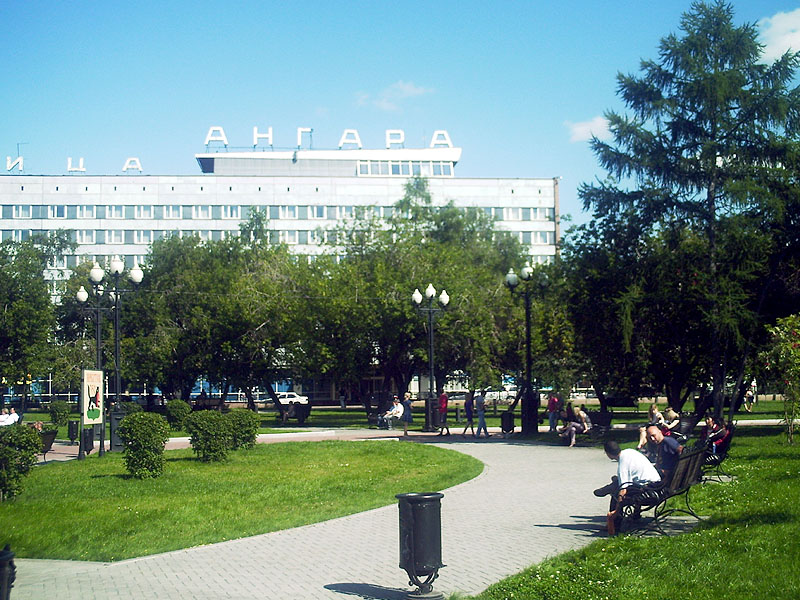
В сквере имени Кирова

В настоящее время в сквере и на площади проходят главные городские мероприятия и массовые народные гуляния, в том числе военный парад в День Победы и масленица. Летом действует фонтан, а зимой ставят главную новогоднюю ёлку и строят ледяной городок из байкальского и ангарского льда. Среди горожан сквер является местом отдыха, прогулок и встреч.
В 2001 году на месте ранее стоявшего Казанского кафедрального собора установили часовню в память о прошлом и в честь третьего тысячелетия христианства на Руси.
В 2007 году в сквере имени Кирова проведена глобальная реконструкция: появились новые ограждения и тротуарная плитка, зелёные насаждения практически полностью были заменены.

### Названия
За свою историю площадь сменила двенадцать названий. Дольше всего она была Кремлёвской — почти 140 лет, затем Спасской, Соборной, Церковной и другими — 40 лет, Гостинодворской. После уничтожения пожаром расположенного на площади гостиного двора она стала называться Тихвинской. В 1886 году, после утверждения Городской Думой проекта переименований и новых названий улиц она получила имя Графа Сперанского (в честь иркутского генерал-губернатора Михаила Сперанского).
После Октябрьской революции 1917 года называлась площадью Третьего интернационала. В 1935 году получила название в честь революционера Сергея Кирова.
С 1961 года площадь была разделена на две части и прекратила своё существование в качестве отдельного объекта. Её большая часть, занятая сквером, получила статус отдельного ландшафтного образования — сквера имени Кирова.
С 2003 года на рассмотрении в городской администрации находилось письмо с предложением вернуть площади имя Сперанского. В 2013 году депутат Сергей Юдин внёс это предложение в иркутскую городскую Думу. 26 мая 2016 года участок северной части площади вне сквера получил статус площади с названием площадь графа Сперанского. Тем же постановлением безымянный сквер в южной части площади, расположенный на месте территории снесённой Тихвинской церкви, получил название Тихвинский сквер. Сквер имени Кирова сохранил своё название.

## Транспортный узел
Площадь Кирова до 26 мая 2016 года выполняла функции городского транспортного узла, соединяя между собой улицы Чкалова, Ленина, Сухэ-Батора, Рабочую, Некрасова, Желябова, Нижнюю набережную Ангары. Новообразованная площадь графа Сперанского соединена только с четырьмя первыми из этих улиц, с остальными соединён сквер имени Кирова.

## Здания и сооружения площади

### Существующие

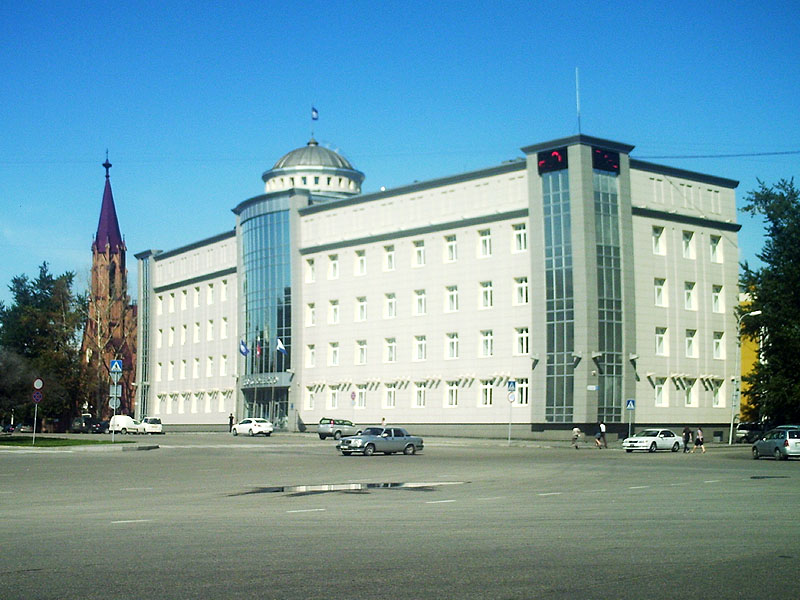
Католический костел и управление «Иркутскэнерго»

- Ленина, 1 — Контрольно-счётная палата Иркутской области
- Ленина, 1а — Дом Советов
- Ленина, 1б — Часовня Казанской иконы Божией Матери
- Ленина, 8 — Здание института филологии, иностранных языков и медиакоммуникации Иркутского госуниверситета
- Ленина, 14 — Здание Администрации города и Городской думы.
- Ленина, 16 — Главное управление Центрального Банка РФ по Иркутской области
- Нижняя набережная Ангары, 2 — Собор Богоявления
- Сухэ-Батора, 1 — Римско-католическая церковь (костёл, органный зал)
- Сухэ-Батора, 2 — Спасская церковь
- Сухэ-Батора, 3 — Здание управления «ИркутскЭнерго»
- Сухэ-Батора, 4 — Здание управления «ВостСибУголь»
- Сухэ-Батора, 5 — Пятый корпус Иркутского государственного университета (бывшее Промышленное училище)
- Сухэ-Батора, 7 — Гостиница «Ангара»
- Сухэ-Батора, 9 (Желябова, 2) — Корпус Иркутского государственного педагогического университета (бывшая Вторая женская гимназия)

После перепланировки к новой площади графа Сперанского примыкают только три здания, ограничивающие площадь с северной (Дом Советов), западной (Лингвистический университет) и восточной (пятый корпус ИГУ) сторон.

### Утраченные
- Тихвинская церковь
- Казанский кафедральный собор
- Часовня Святителя Иннокентия
- Горное училище
- Публичная библиотека

## Галерея

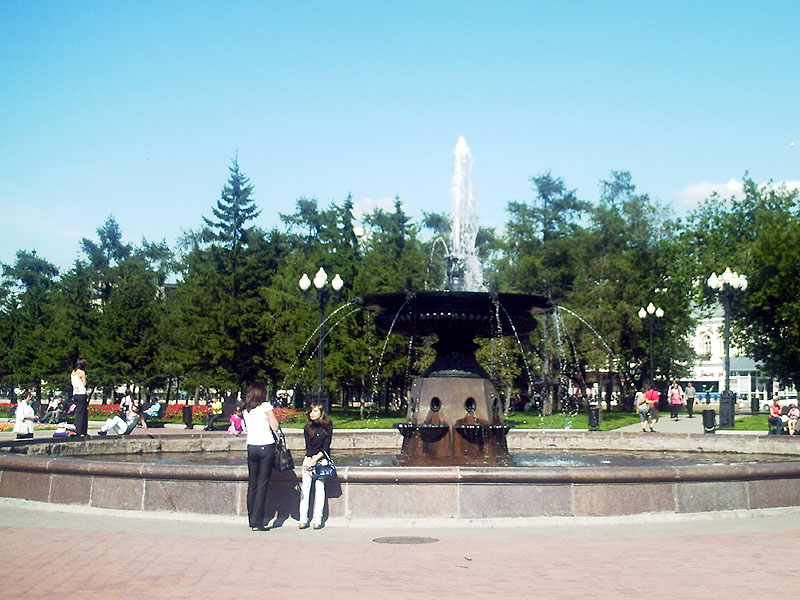
Фонтан в центре сквера имени Кирова
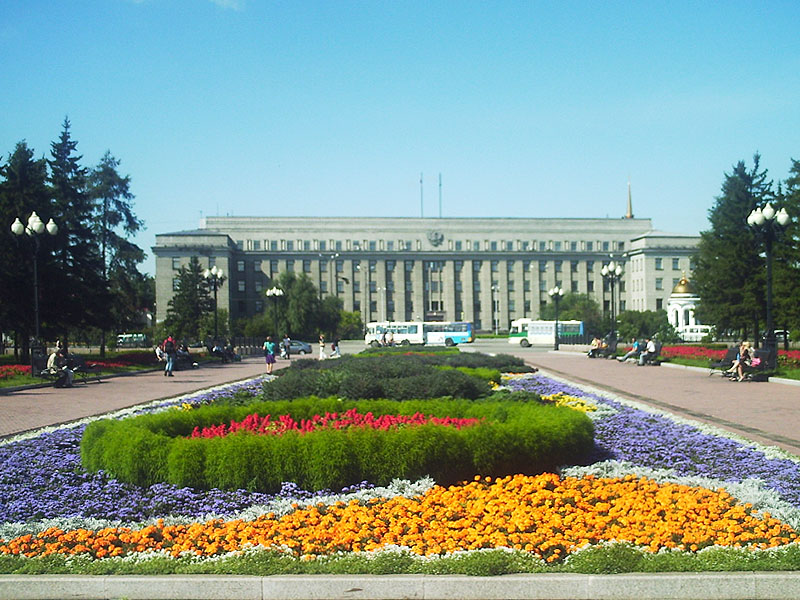
Дом Советов и цветы в сквере
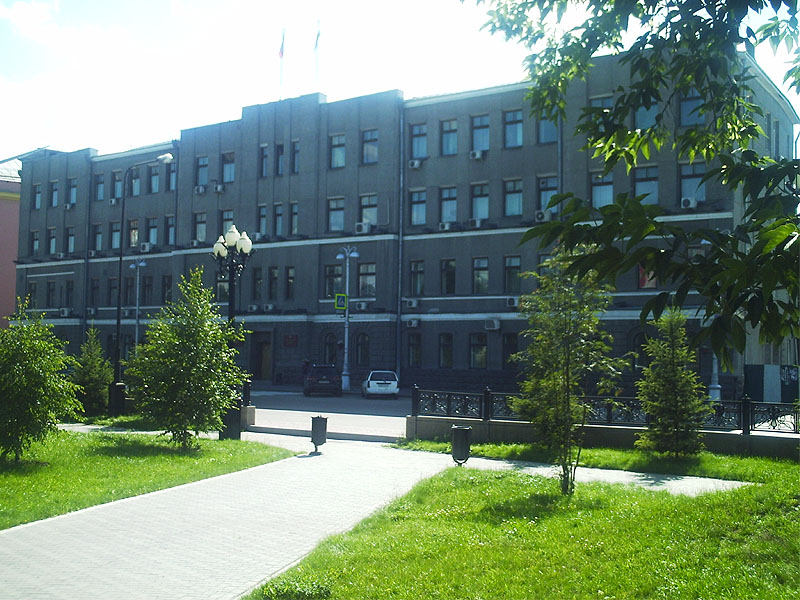
Городская дума
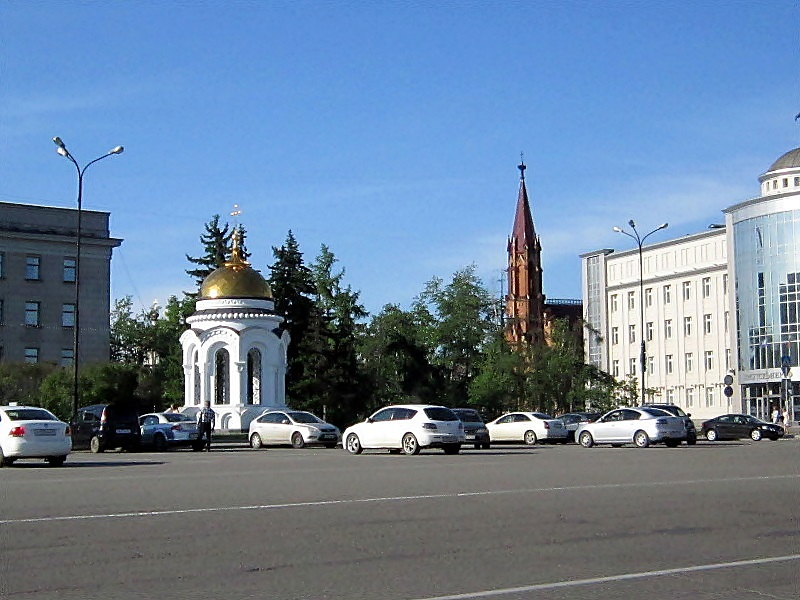
Часовня Казанской иконы Божией Матери
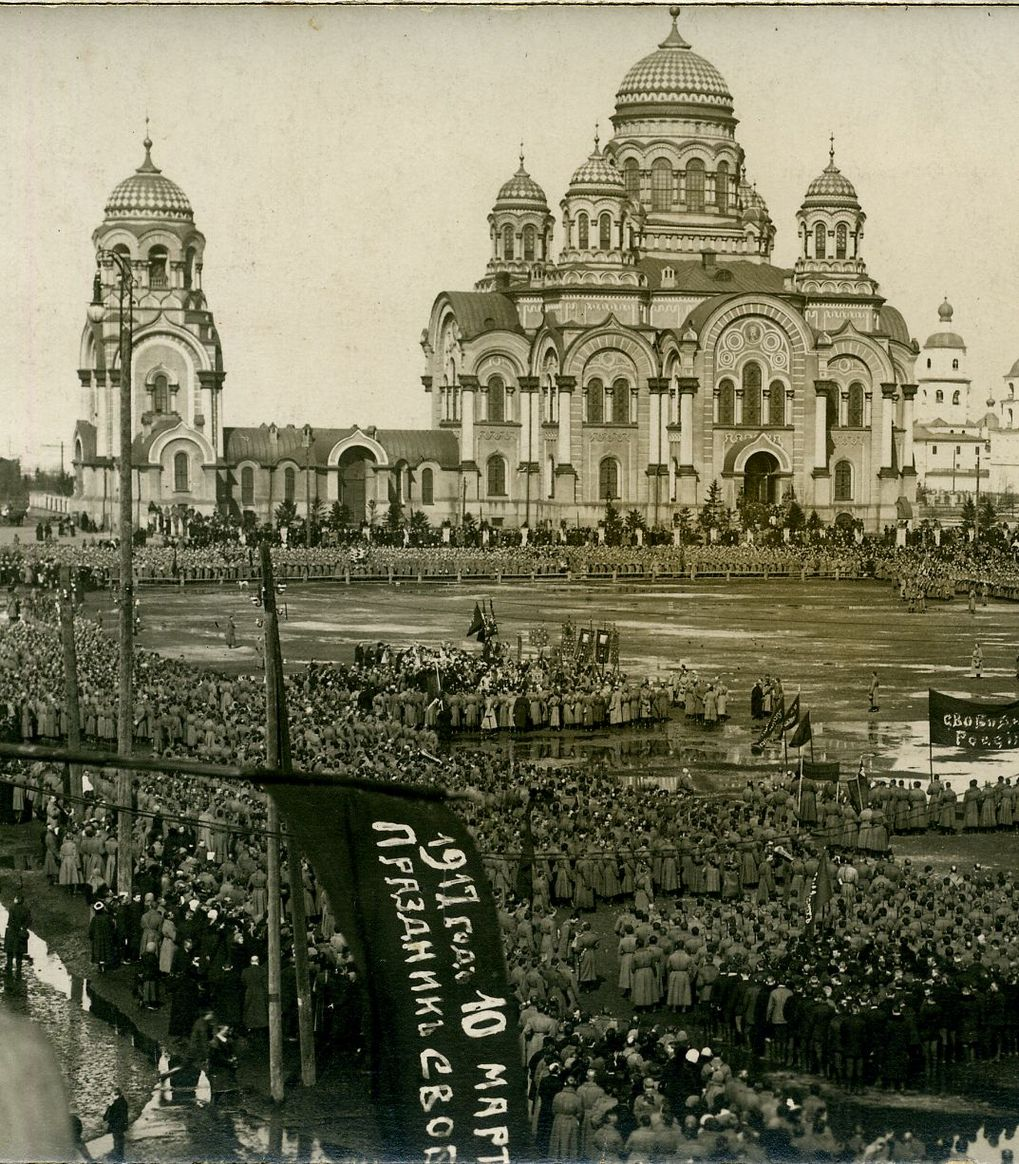
10 (23) марта 1917 года, празднование «дня Свободы»